# Augyles flavidus
Augyles flavidus là một loài bọ cánh cứng trong họ Heteroceridae. Loài này được Rossi miêu tả khoa học đầu tiên năm 1794.
Chúng phân bố ở Zimbabwe.